# Fransis Krik
Fransis Hari Kompton Krik (engl. Francis Crick; 8. jun 1916 — 28. jul 2004) je bio engleski molekularni biolog, biofizičar, i neuro naučnik. Najpoznatiji je po otkriću strukture DNK molekula 1953. zajedno sa Džejmsom D. Votsonom. On, Votson i Moris Vilkins su zajedno nagrađeni 1962. Nobelovom nagradom za fiziologiju ili medicinu „za otkriće molekulske strukture nukleinskih kiselina i njihovog značaja za transfer informacija u živim materijalima“.
Krik je bio važan teoretski molekularni biolog i imao je ključnu ulogu u istraživanjima vezanim za otkriće genetičkog koda. Poznat je takođe i po upotrebi termina “centralna dogma” kojom se sumira ideja da genetske informacije teku u ćelijama isključivo u jednom pravcu, od DNK do RNK do proteina.
Bio je profesor na Salk institutu za biološke studije u La Džoli, Kalifornija. Njegova kasnija istraživanja odnosila su se na oblast teorijske neurobiologije.

## Literatura
- Of Molecules and Men. Prometheus Books. 2004 [1967]. ISBN 978-1-59102-185-8.
- Crick, Francis (1981). Life Itself: Its Origin and Nature. Simon and Schuster. ISBN 978-0-671-25562-6.
- What Mad Pursuit: A Personal View of Scientific Discovery. Basic Books. 1990. ISBN 978-0-465-09138-6. (reprint edition).
- The Astonishing Hypothesis: The Scientific Search For The Soul. 1995. ISBN 978-0-684-80158-2. (Scribner reprint edition).
- Kreiseliana: about and around Georg Kreisel.  978-1-56881-061-4.; 495 pages. For pages 25 – 32 "Georg Kreisel: a Few Personal Recollections" contributed by Francis Crick.
- John Bankston, Francis Crick and James D. Watson (2002). Francis Crick and James Watson: Pioneers in DNA Research. (Mitchell Lane Publishers, Inc.). ISBN 978-1-58415-122-7.
- Bryson, Bill (2003). A Short History of Nearly Everything. (Broadway Books). ISBN 978-0-7679-0817-7.
- Chadarevian, Soraya De (2002). Designs For Life: Molecular Biology After World War II. Cambridge University Press. стр. 444. ISBN 978-0-521-57078-7.
- Roderick Braithwaite. ""'Strikingly Alive', The History of the Mill Hill School Foundation 1807-2007; published Phillimore & Co.  978-1-86077-330-3.
- Edwin Chargaff (1978). Heraclitean Fire. Rockefeller Press..
- S. Chomet (Ed.), "D.N.A. Genesis of a Discovery", 1994, Newman- Hemisphere Press, London
- Dickerson, Richard E.. (2005). Present at the Flood: How Structural Molecular Biology Came About. Sinauer. ISBN 978-0-87893-168-2..
- Edward Edelson. (2000). Francis Crick And James Watson: And the Building Blocks of Life. Oxford University Press, USA. ISBN 978-0-19-513971-6.
- John Finch; 'A Nobel Fellow On Every Floor', Medical Research Council. 2008.  978-1-84046-940-0. стр. 381.
- Hager, Thomas. (1995). Force of Nature: The Life of Linus Pauling. Simon & Schuster. ISBN 978-0-684-80909-0..
- Hunter, Graeme (2004). Light Is A Messenger, the life and science of William Lawrence Bragg. Oxford University Press. ISBN 978-0-19-852921-7..
- Cape, Jonathan (1977). Horace Freeland Judson. "The Eighth Day of Creation. Makers of the Revolution in Biology. 1995."; Penguin Books. , first published. Penguin. ISBN 978-0-14-017800-5.
- Friedberg, Errol C. (2010). Sydney Brenner: A Biography. Cold Spring Harbor Laboratory Press. ISBN 978-0-87969-947-5., pub. CSHL Press October.
- Krude, Torsten, ур. (2003). DNA Changing Science and Society. Cambridge University Press. ISBN 978-0-521-82378-4.. (The Darwin Lectures for 2003, including one by Sir Aaron Klug on Rosalind Franklin's involvement in the determination of the structure of DNA).
- Maddox, Brenda (2002). Rosalind Franklin: The Dark Lady of DNA. ISBN 978-0-00-655211-6.
- Robert Olby (јануар 1994). The Path to The Double Helix: Discovery of DNA. Courier Corporation. ISBN 978-0-486-68117-7.; first published in October 1974 by MacMillan, with foreword by Francis Crick. ; revised in 1994, with a 9-page postscript.
- Robert Olby; Oxford National Dictionary article: ‘Crick, Francis Harry Compton (1916–2004)’, Oxford Dictionary of National Biography, Oxford University Press, January 2008.
- Olby, Robert (2009). Francis Crick: Hunter of Life's Secrets. Cold Spring Harbor Laboratory Press. ISBN 978-0-87969-798-3.
- Ridley, Matt (2006). Francis Crick: Discoverer of the Genetic Code (Eminent Lives). HarperCollins Publishers. стр. 192. ISBN 978-0-06-082333-7.
- Sayre, Anne (1975). Rosalind Franklin and DNA. New York: W.W. Norton and Company. ISBN 978-0-393-32044-2.
- Watson, James D. (1980). The Double Helix: A Personal Account of the Discovery of the Structure of DNA. Atheneum. ISBN 978-0-689-70602-8. (first published in 1968) is a very readable firsthand account of the research by Crick and Watson. The book also formed the basis of the award winning television dramatization Life Story by BBC Horizon (also broadcast as Race for the Double Helix).
- Stent, Gunther S. James D. Watson. The Double Helix: A Personal Account of the Discovery of the Structure of DNA; The Norton Critical Edition, which was published in 1980, edited. ISBN 978-0-393-01245-3.
- James D. Watson (2007). Avoid boring people and other lessons from a life in science. New York: Random House. ISBN 978-0-375-41284-4.
- Maurice Wilkins. (2003). The Third Man of the Double Helix: The Autobiography of Maurice Wilkins. ISBN 978-0-19-860665-9.
- Siegel RM, Callaway EM (децембар 2004). „Francis Crick's Legacy for Neuroscience: Between the α and the Ω”. PLOS Biology. 2 (12): e419. PMC 535570 . PMID 17593891. doi:10.1371/journal.pbio.0020419 .
- Bretscher M, Lawrence P (август 2004). „Francis Crick 1916–2004”. Current Biology. 14 (16): R642—5. Bibcode:2004CBio...14.R642B. PMID 15324677. doi:10.1016/j.cub.2004.08.006 .

## Spoljašnje veze
- Registar važnih članaka Francisa Krika
- Krikove publikacije
- The Francis Crick Institute
- Fransis Krik на сајту Find a Grave (језик: енглески)
- "Francis Harry Compton Crick (1916–2004)" by A. Andrei at the Embryo Project Encyclopedia
- Fransis Krik на сајту
- Fransis Krik на сајту NPG (језик: енглески)
- Comprehensive list of pdf files of Crick's papers from 1950 to 1990 – National Library of Medicine.
- Francis Crick papers – Nature.com
- for Crick's comments on LSD
- Manuscripts and Correspondence – Mark Bretscher Discovery of Crick's original scientific material in Cambridge, England.
- „Key Participants: Francis H. C. Crick”. Архивирано из оригинала 21. 09. 2012. г. Приступљено 23. 10. 2022. – Linus Pauling and the Race for DNA: A Documentary History
- „An interview with Francis Crick and Christof Koch, 2001”. Архивирано из оригинала 03. 03. 2009. г. Приступљено 23. 10. 2022.
- Listen to Francis Crick
- „The Quest for Consciousness”. Архивирано из оригинала 03. 03. 2009. г. Приступљено 23. 10. 2022. – The Quest for Consciousness – 65 minute audio program — a conversation on Consciousness with neurobiologist Francis Crick of the Salk Institute and neurobiologist Christof Koch from Caltech.
- Listen to Francis Crick and James Watson talking on the BBC in 1962, 1972, and 1974.
- „The Impact of Linus Pauling on Molecular Biology”. Архивирано из оригинала 20. 09. 2012. г. Приступљено 23. 10. 2022. – a 1995 talk delivered by Crick at Oregon State University
- "Quiet debut for the double helix" by Professor Robert Olby, Olby, R. (2003). „Quiet debut for the double helix”. Nature. 421 (6921): 402—405. Bibcode:2003Natur.421..402O. PMID 12540907. doi:10.1038/nature01397. (23 January 2003): 402–405.
- Reading list for discovery of DNA story from the National Centre for Biotechnology Education.
- Papers of Francis Crick, 1953-1969 held at Churchill Archives Centre
- Olby's Australian lecture, March 2010
- Salk Institute Press Release on the death of Francis Crick.
- BBC News: Francis Crick dies aged 88
- Francis Crick (Archived 2009-10-31) – MSN Encarta
- The Francis Crick Papers – Profiles in Science, National Library of Medicine
- National DNA Day, 25 April 2006 Moderated Chat Transcript Archive
- Obituary[мртва веза] in The Times (London) of Francis Crick, 30 July 2004.
- Independent On Line article about Consciousness, 7 June 2006.
- Francis Crick Obituary The Biochemist
- 100 Scientists and Thinkers: James Watson and Francis Crick from Time magazine.
- Francis Crick: Nobel Prize 1962, Physiology or Medicine
- Associated Press story on the death of Francis Crick
- First press stories on DNA but for the 'second' DNA story in The New York Times, see: https://www.nytimes.com/packages/pdf/science/dna-article.pdf — for reproduction of the original text in June 1953.
- Lynne Elkins' article on Franklin.
- 50th anniversary series of articles -from The New York Times.
- „Quotes”. Архивирано из оригинала 07. 02. 2009. г. Приступљено 23. 10. 2022. of Robert Olby on exactly who may have discovered the structure of DNA.
- „listen to Matt Ridley”. Архивирано из оригинала 23. 12. 2009. г. Приступљено 23. 10. 2022. talking about Francis Crick.
- A celebration of Francis Crick's life in science.
- Francis Crick tells his life story at Web of Stories
- Odile Crick's Artwork and biography
- Article by Mark Steyn from The Atlantic in 2004.
- Review of Francis Crick: Hunter of Life's Secrets in Current Biology.